# Élections législatives malaisiennes de 1982
Les élections législatives malaisiennes de 1982 se sont déroulées les 22 avril 1982 et 26 avril 1982 .